# سيلفيا بورتر
سيلفيا بورتر (بالإنجليزية: Sylvia Porter)‏ هي محرِّرة واقتصادية وصحفية أمريكية، ولدت في 18 يونيو 1913 في باتشوغو في الولايات المتحدة، وتوفيت في 5 يونيو 1991 في باوند ريدج ‏ في الولايات المتحدة.

## وصلات خارجية
- سيلفيا بورتر على موقع الموسوعة البريطانية (الإنجليزية)
- سيلفيا بورتر على موقع إن إن دي بي (الإنجليزية)